# Мануель Фріго
Мануель Фріго (італ. Manuel Frigo; нар. 18 лютого 1997) — італійський плавець.
Призер Олімпійських Ігор 2020 року.

## Виступи на Олімпійських іграх
| Олімпіада  | Дисципліна             | Місце |
| ---------- | ---------------------- | ----- |
| Токіо 2020 | 4×100 м вільним стилем | 2     |